# Lil' ½ Dead
Lil' ½ Dead (artistnamn för Donald Smith), född 13 september 1974 i Long Beach, Kalifornien, är en amerikansk hiphop-artist.
Han är kusin till Nate Dogg och Snoop Dogg och genom det även till Daz Dillinger, Brandy och Ray J. Han var med de två förstnämnda kusinerna med i gruppen 213.

## Diskografi

### Albums
| Information                                                      |
| ---------------------------------------------------------------- |
| The Dead Has Arisen - Släppt: 1994 - Skivbolag: Priority Records |
| Steel on a Mission - Släppt: 1996 - Label: Priority Records      |
| Showtime EP - Släppt: 2004                                       |

### Singlar
- 1996 - "Southern Girl" - Placerade sig #38 på U.S Rap

## Filmografi
- 2005 - Boss'n Up
- 2006 - DPG Eulogy (dokumentär) (som sig själv)